# خریط
خُریط یا خُرّیط نام خوراکی زرد رنگی است که از گیاهی با نام بردی به عمل می‌آید. این خوراکی در تیر ۱۳۹۸ در فهرست آثار ملی قرار گرفت.
در کناره رودهای جنوب ایران این گیاه می‌روید. اهالی جنوب غرب ایران با شیوهٔ خاص و سنتی این خوراکی را درست می‌کنند. از این فن میان ساکنان کناره کرخه در شوش و هورالعظیم در دشت آزادگان، عراق و کویت هم وجود دارد اما به گستردگی شادگان نیست. حاشیه نشینان در طول سال و در کنار کارهای صید و صیادی، حصیر بافی و دامداری در اول بهار منتظر بردی می‌مانند.

«بردی» (پاپیروس یا لُخ) قد و قامتش حدود ۶ متر است.
در دل برگهای صاف و پهن، شاخه‌ای لوله مانند قد می‌کشد. در بالای این شاخه کاکلی وجود دارد. این کاکل که اندازه‌اش بین ۳۰ تا ۶۰ سانتی‌متر است، حامل تخم گیاه و تضمین کننده ادامه حیات آن است. این خوراکی دارای خاصیت‌های ویتامینی برای بدن و کم‌یاب است. در تحقیقی آمده‌است که این خوراک غذای سومریان و بابلیان بوده‌است. این خوراکی غذای ویژه ماه رمضان نیز به حساب می‌آید.

## شیوهٔ تهیه
کاکل با یک حرکت دست از شاخه جدا می‌شود. این بخش از گیاه که اگر به موقع چیده نشود خشک می‌شود و با وزش کمترین باد در هوا پخش می‌شود.
بعد از جدا کردن کاکل‌های آن‌ها را روی هم انباشته می‌کنند. علت نامگذاری این خوراکی همین نحوهٔ کندن و جدا کردن کاکل است. (خرط به معنی قرار دادن یک چیز مثل شاخهٔ درخت و با یک حرکت کندن برگ‌های آن است) کپهٔ قهوه‌ای رنگ و نرمی که ظاهرش مثل لیف خرما است چند ساعتی باید زیر تابش مستقیم آفتاب بماند.
بعد از اینکه کاکل جداشده خشک شد، آن را در دیگ می‌گذارند و بعد هم به سلیقه یا توان هر کسی، مقداری شکر یا خرما اضافه می‌شود تا کمی مزه‌اش شیرین شود. این خوراکی زرد رنگ و خشک است. در گذشته اهالی شادگان از این خوراکی به عنوان سوغات استفاده می‌کردند و در بازار نیز می‌فروشند. هنگام پخت آن آداب بخصوصی داشتند مراسمی شبیه به گلابگیری در قمصر کاشان.

## علت نامگذاری
علت نامگذاری این خوراکی نحوهٔ کندن و جدا کردن کاکل گیاه بردی است. (خرط به معنی قرار دادن یک چیز مثل شاخهٔ درخت و با یک حرکت کندن برگ‌های آن است) کپهٔ قهوه‌ای رنگ و نرمی که ظاهرش مثل لیف خرماست چند ساعتی باید زیر تابش مستقیم آفتاب بماند.